# Karl Gustav Ahlefeldt
Karl Gustav Henry Folmer Ahlefeldt (13. marts 1910 i København – 25. marts 1985) var en dansk skuespiller.
Debut Dagmarteatret 1931.
Senere optrådt på forskellige københavnske privatteatre samt på provinsturnéer.

## Udvalgt filmografi
Blandt de film han medvirkede i kan nævnes:
- Familien Olsen – 1940
- Sommerglæder – 1940
- Tante Cramers testamente – 1941
- Søren Søndervold – 1942
- Hans onsdagsveninde – 1943
- Elly Petersen – 1944
- Teatertosset – 1944
- Hans store aften – 1946
- Op med lille Martha – 1946
- Når katten er ude – 1947
- Tre år efter – 1948
- I gabestokken – 1950
- Nålen – 1951
- Frihed forpligter – 1951
- Alt dette og Island med – 1951
- Tag til marked i Fjordby – 1957
- Det lille hotel – 1958
- Mariannes bryllup – 1958
- Gøngehøvdingen – 1961
- Gertrud – 1964
- Hurra for de blå husarer – 1970
- Bejleren - en jysk røverhistorie – 1975
- Familien Gyldenkål – 1975